# Петухово (Вашкинский район)
Петухово — деревня в Вашкинском районе Вологодской области.
Входит в состав Киснемского сельского поселения, с точки зрения административно-территориального деления — в Киснемский сельсовет.
Расстояние по автодороге до районного центра Липина Бора — 29 км, до центра муниципального образования села Троицкое — 5 км. Ближайшие населённые пункты — Иевлево, Москвино, Щаново.
По переписи 2002 года население — 3 человека.